# أغاف أبيض الحواف
أغاف أبيض الحواف (الاسم العلمي:Agave albomarginata) هو نوع من النباتات يتبع جنس الأغاف من الفصيلة الهليونية.